# Nổ bóng bay

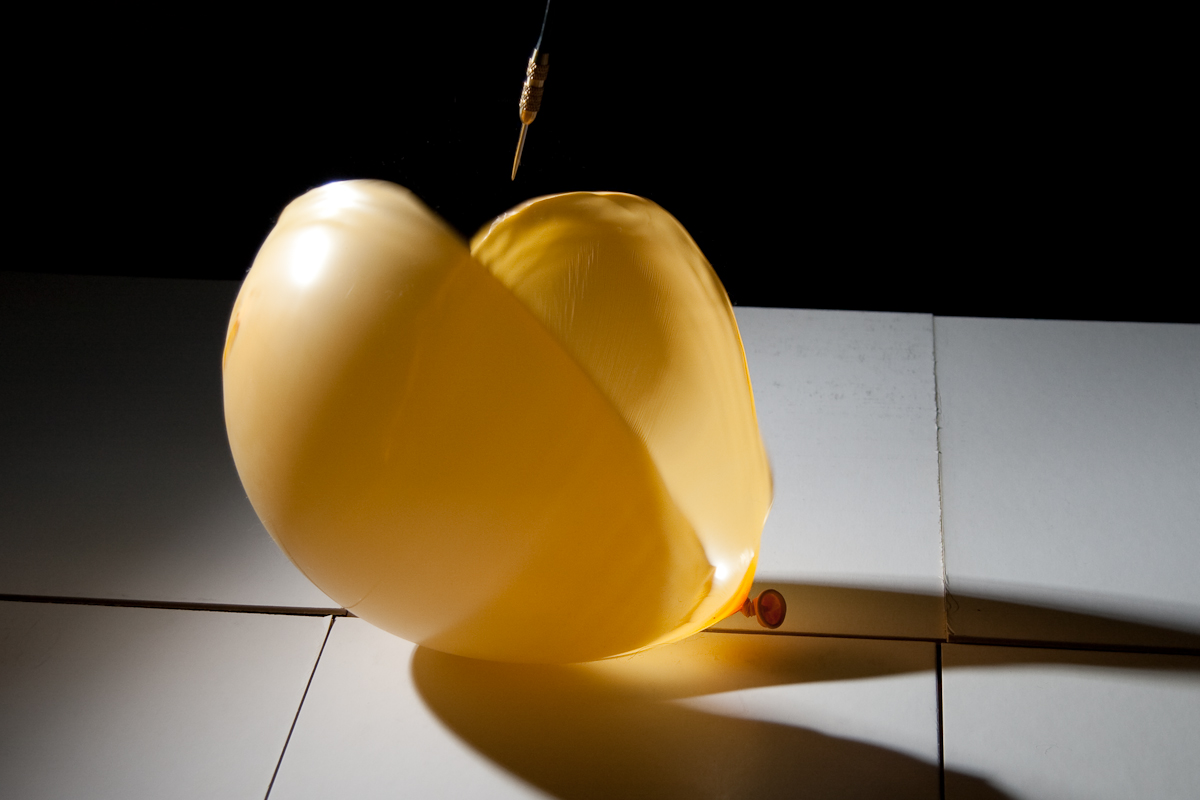
Một quả bóng bay đang nổ được chụp bằng máy ảnh tốc độ cao

Một quả bóng bay nổ khi vật liệu tạo nên bề mặt của nó bị rách hoặc vỡ vụn, tạo ra một lỗ hổng. Thông thường, luôn có sự cân bằng về độ căng và đàn hồi của da quả bóng. Tuy nhiên, nếu một lỗ được tạo ra trên bề mặt quả bóng, thì độ căng và độ đàn hồi sẽ trở nên mất cân bằng, vì không còn bất kỳ lực nào ở tâm của lỗ tác dụng lên vật liệu ở mép quả bóng. Khi đó, bề mặt của quả bóng ở mép lỗ sẽ   bị kéo ra xa, làm cho nó to hơn. Cuối cùng, không khí với áp suất cao thoát ra ngoài qua lỗ và quả bóng bay nổ tung. Một quả bóng bay có thể bị nổ bởi các tác động vật lý hoặc hóa học. Limpanuparb và cộng sự sử dụng bóng bay nổ như một minh họa để giảng dạy về các nguy cơ vật lý và hóa học trong an toàn thí nghiệm.

## Vật lý
Một chiếc ghim hoặc kim thường được sử dụng để làm nổ bóng bay. Khi kim hoặc ghim tạo ra một lỗ trên bề mặt quả bóng bay, quả bóng bay sẽ nổ tung. Tuy nhiên, nếu dán băng dính vào phần tạo lỗ, quả bóng sẽ không nổ vì băng giúp tăng cường lực căng và đàn hồi ở khu vực đó, ngăn các cạnh của lỗ kéo ra khỏi tâm. Tương tự như vậy, các điểm ở trên cùng và dưới cùng của quả bóng có thể bị kim, ghim hoặc thậm chí cả xiên xuyên qua mà vẫn không làm nổ bóng.

## Hóa học

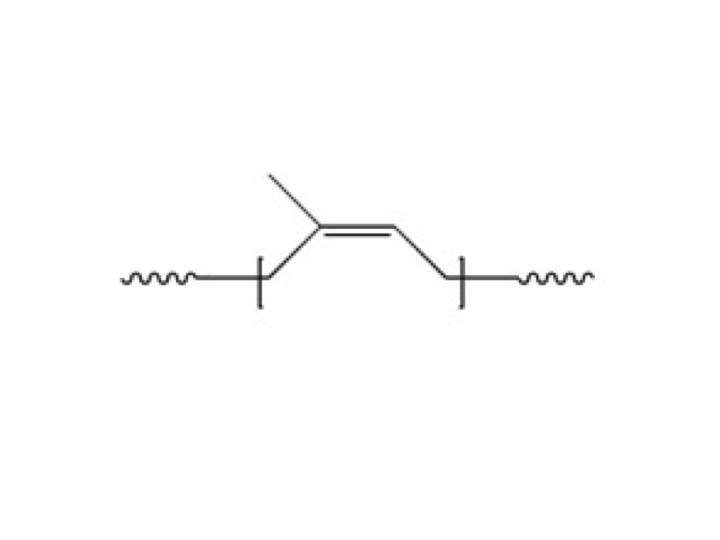
cis-1,4-polyisopren
toluen
limonene

### Dung môi hữu cơ
Thoa một dung môi hữu cơ như toluene lên bề mặt bóng bay có thể làm nổ quả bóng vì dung môi có thể hòa tan một phần vật liệu tạo nên bề mặt bóng bay.
cis-1,4- polyisoprene (rắn) + dung môi hữu cơ → cis-1,4-polyisoprene (hòa tan một phần)
Dầu em bé cũng có thể được bôi lên bóng nước để làm vỡ chúng.

### Vỏ cam
Vỏ cam có chứa một hợp chất gọi là limonen, là một hợp chất hydrocacbon tương tự như cao su có thể được sử dụng để làm bóng bay. Dựa trên nguyên tắc "like dissolves like" (hòa tan như nhau), bóng bay cao su có thể được hòa tan bằng limonene để làm nổ chúng. Nếu quả bóng được lưu hóa (làm cứng bằng lưu huỳnh), quả bóng sẽ không nổ.